# Облога Чернігова (1094)
Облога Чернігова (1094) — вдалі дії Олега Святославича та його половецьких союзників з оволодіння столицею вотчини Олега, що належала в той час Володимиру Мономаху.

## Історія
Після важкої поразки Святополка і Володимира Мономаха від половців на Стугні, де загинув Ростислав Всеволодович  у 1093 році і другої поразки Святополка у Жулянах відбулася третя, знову загальна, битва з половцями біля Халеп'я. Ця битва відома лише за «Повчанням Володимира Мономаха». Про подробиці битви не відомо, однак після неї був укладений мир, скріплений одруженням Святополка з донькою хана Тугоркана (1094).
Після загибелі Ростислава Всеволодовича на Стугні в руках Володимира Мономаха виявилося все лівобережжя Дніпра від Чернігова і Переяслава до Мурома.
У 1094 році половці з Олегом Святославичем обложили Володимира Мономаха в Чернігові. Ймовірно, не маючи надій на допомогу ззовні (у тому числі від укладення миру з половцями Святополка), Володимир вирішив покинути місто. Цікаву подробицю містить «Повчання Володимира Мономаха», що характеризує особливості військової справи того часу. Відступ з міста не мав характер прориву. Олег утримав своїх союзників від нападу на дружину Володимира. При цьому Володимиру приписується фраза не хвалитися поганим!  Судячи з усього, добровільна здача міста була засобом, що не дозволяв половцям говорити про захоплення одного з найбільших міст на Русі. Проте, Олег як плата за допомогу віддав їм на розграбування околиці міста.
Володимир пішов у Переяславль, втримавши за собою з чернігівських волостей тільки Курськ. На наступній фазі усобиці Святополк діяв разом з Володимиром проти Олега і половців, що дозволило Володимиру на час повернути собі Чернігів.